# Cohuna
Cohuna – miasto w Australii, w stanie Wiktoria.